# Пионер (остров)
Вижте пояснителната страница за други значения на Пионер.
Остров Пионѐр (на руски: Остров Пионер) е 4-тият по големина остров от архипелага Северна Земя, разположен между Карско море на запад и море Лаптеви на изток. Административно влиза в състава на Красноярски край на Русия.
Островът има бъбрековидна форма с дължина от северозапад на югоизток 58 km и ширина 26 km, площ 1552 km2. На югоизток протока Червена Армия го отделя от най-големия остров в архипелага Октомврийска революция, на североизток протока Младежки (рус. Юный) – от остров Комсомолец, а на югозапад тесния проток Лодков (рус. Лодочный) – от малкия остров Крупская. В западната и югозападната му част се вдава залива Калинин. Максимална височина 385 m, разположена в източната му част. Бреговете му са предимно скалисти. Високата му източна част е заета леден купол.
От 1930 до 1932 г. руският геолог и полярен изследовател Георгий Ушаков, заедно с още трима сътрудници извършва детайлни географски, геоложки, хидрографски и картографски дейности на целия архипелаг Северна Земя, в т.ч. и на остров Пионер, който тогава е обособен като отделна суша.

## Национален атлас на Русия
- О-ви Северна Земя[2]